# Clan Fujiwara
El clan Fujiwara (藤原氏 Fujiwara-uji, Fujiwara-shi?) fue una familia poderosa de regentes en Japón que poseía el monopolio de las posiciones de Sessho y Kampaku. El fundador del clan fue Nakatomi no Kamatari (614 - 669), un noble de clase baja, quien recibió el apellido Fujiwara por el Emperador Tenji.
Comenzaron a obtener posiciones políticas a mediados del período Asuka en el siglo VII, no obstante en el período Heian los miembros de la familia establecieron un régimen político en el que serían los asistentes más cercanos al Emperador de Japón por casi cuatro siglos, hasta que estalló la rebelión Hōgen en 1156, en donde los clanes Taira y Minamoto se enfrascan en un conflicto civil y agudizándose este en las Guerras Genpei entre 1180 y 1185.
Cuando Minamoto no Yoritomo se proclamó shōgun en 1192 el poder de los Fujiwara comenzó a decaer y se dividieron en cinco familias a inicios del siglo XIII: Konoe, Takatsukasa, Kujō, Nijō e Ichijō. Estas cinco familias se repartirían los cargos de Sesshō y Kampaku, aunque con menor poder.
Aun así el clan Fujiwara mantendría a algunos de sus miembros como consejeros cercanos, regentes y ministros de los emperadores hasta inclusive en el siglo XX, tal es el caso de los Primeros Ministros príncipe Fumimaro Konoe y Morihiro Hosokawa.

## Período de Asuka / Nara
La influencia política del clan Fujiwara se inició durante el período de Asuka. Nakatomi no Kamatari, un miembro de la familia Nakatomi de baja nobleza dirigió un golpe contra el clan Soga en 645 e inició una serie de reformas gubernamentales radicales que se conocerían como la Reforma Taika. En 668 el emperador Tenji (reinó 668-671), otorgó el kabane Fujiwara no Ason (藤原 朝臣) a Kamatari. El apellido pasó a los descendientes de Fujiwara no Fuhito (659–720), el segundo hijo y heredero de Kamatari, que fue prominente en la corte de varios emperadores y emperatriz durante el período temprano de Nara. Hizo de su hija Miyako una concubina del emperador Monmu. Su hijo, el Príncipe Obito se convirtió en el Emperador Shōmu. Fuhito logró hacer de otra de sus hijas, Kōmyōshi, la consorte emperatriz del emperador Shōmu. Ella fue la primera consorte emperatriz (como la emperatriz Wu en China) de Japón que no era hija de la familia imperial misma. Fuhito tuvo cuatro hijos; y cada uno de ellos se convirtió en el progenitor de una rama cadete del clan:
- el Hokke o rama norte fundada por Fujiwara no Fusasaki[1]
- la rama de Kyōke fundada por Fujiwara no Maro[2]
- la rama de Nanke o sur fundada por Fujiwara no Muchimaro[3]
- la rama de Shikike fundada por Fujiwara no Umakai[4]

Entre ellos, el Hokke llegó a ser considerado como el líder de todo el clan. Los cuatro hermanos murieron en 737 durante una gran epidemia de viruela en Japón.

## Período Heian
Artículo principal: Período Heian

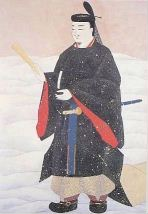
Ilustración de Fujiwara no Michinaga, quien fue un político japonés y representó el cenit del control del clan Fujiwara en el gobierno del país. Ejerció de facto sobre Japón a comienzos del.

Durante el período Heian de la historia japonesa, el Hokke logró establecer un reclamo hereditario a la posición de regente, ya sea para un emperador menor de edad (sesshō) o para un adulto (kampaku). Algunos Fujiwaras prominentes ocuparon estas posiciones más de una vez y para más de un emperador. Los miembros menores de Fujiwara eran nobles de la corte, gobernadores provinciales y vicegobernadores, miembros de la aristocracia provincial y samurra. Los Fujiwara fue una de las cuatro grandes familias que dominaron la política japonesa durante el período Heian (794-1185), y la más importante de ellas en ese momento. Los otros eran los Tachibana, los Taira y los Minamoto. El Fujiwara ejerció un tremendo poder, especialmente durante el período de regencia de los gobiernos en los siglos X y XI, teniendo muchos emperadores como prácticamente monarcas títeres.
El Fujiwara dominó el gobierno de Japón 794–1160. No hay un punto de partida claro de su dominio. Sin embargo, su dominio de la administración civil se perdió por el establecimiento del primer shogunato (es decir, el shogunato Kamakura) bajo Minamoto no Yoritomo en 1192.
Los príncipes de Fujiwara inicialmente sirvieron como ministros más altos de la Corte imperial (kampaku) y regentes (sesshō) para los monarcas menores de edad. Los Fujiwara fueron el proverbial "poder detrás del trono" durante siglos. Al parecer, nunca aspiraron a suplantar a la dinastía imperial. En cambio, la influencia del clan provino de sus alianzas matrimoniales con la familia imperial. Debido a que los consorte de príncipes de la corona, hijos menores y emperadores eran generalmente mujeres de Fujiwara, los jefes varones de la casa de Fujiwara eran a menudo suegro, cuñado, tío o abuelo materno del emperador. La familia alcanzó el pico de su poder bajo Fujiwara no Michinaga (966-1027). Era el abuelo de tres emperadores, el padre de seis emperatrices o consortes imperiales, y el abuelo de siete consortes imperiales adicionales; No es exagerado decir que fue Michinaga quien gobernó Japón durante este período, no los emperadores titulares. Como resultado de estos vínculos familiares inusualmente fuertes, Michinaga nunca tomó el título de Kampaku: tenía más que el poder que traería el puesto, y no necesitaba el título.

## El Declive
Solo cuarenta años después de la muerte de Michinaga, sus herederos Fujiwara no pudieron evitar la adhesión del emperador Go-Sanjō (reinó entre 1068 y 1073), el primer emperador desde el emperador Uda cuya madre no era una Fujiwara. La ley de clausura del sistema de gobierno del emperador retirado (daijō tennō) a partir de 1087 debilitó aún más el control Fujiwara sobre la Corte Imperial.
El período Heian dominado por Fujiwara se acercó a su fin a lo largo de los disturbios del siglo XII. La lucha dinástica conocida como la Rebelión de Hogen (Hōgen no Ran) llevó a los Taira a emerger como el clan más poderoso en 1156. Durante el Disturbio de Heiji (Heiji no Ran) en 1160, los Taira derrotaron a la coalición de las fuerzas de Fujiwara y Minamoto. Esta derrota marcó el final del dominio de Fujiwara.

## Regentes
| Regente   | Vivió     | Sessho               | Kampaku                         |
| --------- | --------- | -------------------- | ------------------------------- |
| Yoshifusa | 804-872   | 866-872              | —                               |
| Mototsune | 836-891   | 876-884              | 887-890                         |
| Tadahira  | 880-949   | 930-941              | 941-949                         |
| Saneyori  | 900-970   | 969-970              | 967-969                         |
| Koretada  | 924-972   | 970-972              | —                               |
| Kanemichi | 925-977   | —                    | 973-977                         |
| Yoritada  | 924-989   | —                    | 977-986                         |
| Kaneie    | 929-990   | 986-990              | 990                             |
| Michitaka | 953-995   | 990-993              | 993-995                         |
| Michikane | 961-995   | —                    | 995                             |
| Michinaga | 966-1028  | 1016-1017            | —                               |
| Yorimichi | 990-1074  | 1017-1020            | 1020-1068                       |
| Norimichi | 997-1075  | —                    | 1068-1075                       |
| Morozane  | 1042-1101 | 1087-1091            | 1075-1087, 1091-1094            |
| Moromichi | 1062-1099 | —                    | 1094-1099                       |
| Tadazane  | 1078-1162 | 1107-1114            | 1106-1107, 1114-1121            |
| Tadamichi | 1097-1164 | 1123-1129, 1142-1151 | 1121-1123, 1129-1142, 1151-1158 |
| Motozane  | 1143-1166 | 1165-1166            | 1158-1165                       |
| Motofusa  | 1144-1230 | 1166-1173            | 1173-1179                       |
| Moroie    | 1172-1238 | 1184                 | —                               |